# Lucas Lawson
Lucas "Luke" Lawson, född 10 augusti, 1979 i Braeside, Ontario, Kanada, är en kanadensisk före detta ishockeyspelare (forward) som under våren 2010 spelade i AIK.
I sista omgången av kvalserien till Elitserien 2010 blev Lawson matchhjälte och sköt AIK till Elitserien, genom att göra 1–0 i den 54:e minuten i den direkt avgörande matchen som innebar att AIK skulle ta sig till Elitserien.